# Béla Kempelen
Pour les articles homonymes, voir Kempelen.
Œuvres principales
Magyar nemes családok (Les familles nobles hongroises)
Béla Kempelen (kempeleni és kismagyari Kempelen Béla en hongrois) (Budapest, le 21 juin 1874 - Budapest, le 27 août 1952), est un historien, journaliste, généalogiste et héraldiste hongrois. Il est principalement connu pour son ouvrage Magyar nemes családok (Familles nobles hongroises), œuvre en douze volumes, présentant l’histoire de nombreuses familles de la noblesse hongroise.

## Carrière
Kempelen né en 1874 de Géza Kempelen (1844-1902), conseiller du roi et secrétaire financier, et de Adeline Földváry (1849-1877). Il est l'arrière arrière petit-fils de l'inventeur Farkas Kempelen. 

Il travaille dans l'administration à Budapest jusqu'en 1906 avant d'être nommé juge des nobles de Zsadány en 1897 puis de Gönc, de 1902 à 1906. À partir de 1902, il s'oriente dans le journalisme. Il est rédacteur en chef de la Gazette du comté de Zala, à Nagykanizsa, entre 1924 et 1926 puis travaille au sein de l'Institut national d'assurance sociale (OTI (hu)) de 1927 à 1934.
Il travaille en parallèle dans le domaine de la généalogie et l'héraldique, et publie dans un certain nombre de quotidiens et de revues littéraires ou professionnelles. Il souhaite corriger l'œuvre de Iván Nagy, qui reste une référence, mais n'en augmente finalement que le nombre de famille pour atteindre environ 40 000, sur les 120 000 qu'il comptait atteindre, soit bien plus que Nagy avec ces 10 à 12 000 familles nobles recensées. Néanmoins, la respectabilité scientifique de ce dernier reste de loin prévalente.

## Ouvrages
- À nemesség (genealógiai és heraldikai kézikönyv, Bp., 1907)
- Útmutató az összes nemességi ügyekben. Genealógiai és heraldikai kézikönyv. Budapest, 1907
- Magyar nemesi almanach. Az 1867–1909-ben magyar nemességre, bárói, grófi, hercegi méltóságra emelt családok (Bp., 1910)
- Magyar nemes családok (I-XI. kötet, Bp., 1911-1932)
- À magyar nemes családok címerei (I., Bp., 1914)
- Csonka-Magyarország compass-szerű helységnévtára (Bp., 1922)
- Nagykanizsa r. t. város címtára (Nagykanizsa, 1926)
- Magyar nemesi családkönyv. Budapest, 1927
- Magyar főrangú családok (Bp., 1931)
- Magyar zsidó és zsidóeredetű családok (I-III., Bp., 1937-1939)
- Családkönyv. I. Nemes családok, polgárcsaládok (Bp., 1940)